# نیکون دی۷۰۰۰
نیکون دی۷۰۰۰ (به انگلیسی: Nikon D7000) یک دوربین عکاسی تک‌لنزی بازتابی ساخت شرکت نیکون است.